# RCA CDP1861
RCA CDP1861 var en videoterminalkrets (Video Display Controller), lanserad av Radio Corporation of America (RCA) i mitten av år 1970, för mikroprocessorn RCA 1802. IC'n kostade mindre än 20 dollar år 1977.

## Historia
CDP1861 tillverkades med CMOS-teknik i en 24-pinnars DIP kapsel. För att få en komplett videoterminal behövdes det endast ett fåtal externa komponenten. Kretsen kom i två varianter, CDP1861 för videoformatet NTSC och CDP1864 för videoformatet PAL. I en 1802-baserad mikrodator använde kretsen 1802's inbyggda DMA-kontroller för att visa svartvit (monokrom) bitmappad datorgrafik på en standard TV- eller video-skärm. CDP1861 var också känd som Pixie Graphic Display, särskilt när den användes med mikrodatorn COSMAC ELF. Kända varianter av 1861 var TA10171, TA10171V1 och TA10171X, vilka var tidiga "förhandsutgivna enheter" och "preliminära artikelnummer", även om de fanns i  TV-spelet RCA Studio II och Netronics Elf mikrodator. CDP1861 användes också i Telmac 1800 och Oscom Nano mikrodatorer.

## Specifikation
1861's upplösning var 64 pixlar horisontellt och 128 pixlar vertikalt. Genom att ladda om 1802's R0 DMA-register kunde upplösningen reduceras till 64×64 eller 64×32 för att använda mindre minne än de 1 kB som krävdes för den högsta upplösningen (där varje monokrom pixel tar en bit) eller för att via fyrkantiga pixlar. En upplösning på 64×32 skapade fyrkantiga pixlar som använde 256 bytes minne (2 kilobit). Denna upplösning var den vanligaste för spelprogrammeringsspråket CHIP-8. Eftersom bildbufferten för grafik ofta var lika stor som minnet, var det inte ovanligt att visa sitt program/data på skärmen, vilket gjorde att man kunde se datorn "tänka" (dvs. bearbeta sin data). Program som löpte amok och av misstag skrev över sig själva kunde vara spektakulära att se på skärmen.

### Tillbehör
CDP1862 Color Generator Circuit IC var en tillbehörskrets för 1861 som kunde generera begränsad färggrafik.

## Galleri
| Bildexempel på Pixie Graphic Display | Bildexempel på Pixie Graphic Display | Bildexempel på Pixie Graphic Display |
| ------------------------------------ | ------------------------------------ | ------------------------------------ |
|                                      |                                      |                                      |